# Wilhelm Keitel
Wilhelm Bodewin Johann Gustav Keitel (Bad Gandersheim, 1882. szeptember 22. – Nürnberg, 1946. október 16.) német tábornagy, a Német Birodalom Fegyveres Erőinek Főparancsnokságának parancsnoka, és a Wehrmacht főparancsnok-helyettese volt a második világháború alatt. Számos utasítást írt alá és adott ki, amelyek háborús bűnökhöz vezettek.
Keitelt 1935-ben kinevezték a Birodalmi Hadügyminisztérium Fegyveres Erőinek Hivatalának vezetőjévé. Miután 1938-ban átvette a Wehrmacht parancsnokságát, Adolf Hitler a hadügyminiszériumot az OKW-re cserélte, és Keitelt tette meg főnökének. Innentől Keitel Adolf Hitlernek, a 
Wehrmacht  főparancsnokának helyettese lett. Kollégái Hitler „bólogató Jánosának” csúfolták.
A háború után a Nürnbergi Nemzetközi Katonai Törvényszék vádat emelt Keitel ellen, mint a háború egyik főbűnöse. Bűnösnek találták a 4 vád minden pontján: emberiesség elleni bűncselekményekben, békeellenes bűncselekményekben, bűnszövetségben és háborús bűnökben. 1946-ban halálra ítélték és akasztás által kivégezték.

## Élete
Carl és Apollonia Keitel fia, vidéki iparoscsaládban nevelkedett. 1909-ben nősült meg, házasságából hat gyermeke született.
1901-ben lépett be a német hadseregbe. Az első világháborút hadnagyként szolgálta végig. A háború után a Reichswehr hivatásos tisztjeként szolgált tovább. A weimari köztársaság idején a szokott módon lépdelt előre a katonai ranglétrán. 1931-ben elérte az ezredesi rendfokozatot. Az egyre nagyobb hatalommal bíró nácikkal nem ápolt különösebb kapcsolatot. Az NSDAP-ba soha nem lépett be.
Keitel jó érzékkel kapcsolatokat keresett a nácikkal és hamarosan fő szószólójuk lett a Reichswehren belül. 1935-ben a hadügyminisztériumba hívták, hogy ott az alakuló Wehrmacht ügyeinek megbízottja legyen. 1937-től a tüzérség főparancsnoka. 1938. február 4-én a Wehrmacht főparancsnoki posztjára aspiráló két főtiszt (Blomberg és Fritsch) közötti konfliktus elfajulása vezetett oda, hogy Adolf Hitler végül Keitelt jelölte a tisztségre. 1939-ben (kívülmaradása ellenére) megkapta a náci párt arany pártjelvényét.

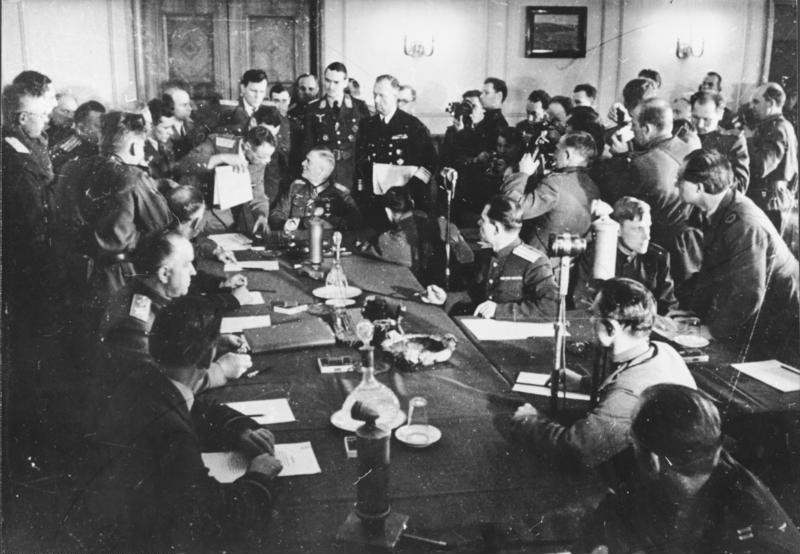
Keitel és Zsukov a német kapituláció aláírásakor (Berlin-Karlhorst, 1945. május 8.)

Keitel a főparancsnoki székben érte meg a háború kezdetét. Parancsnoki tevékenysége során Hitler utasításait gyorsan és vak engedelmességgel teljesítette. Az 1940-es nyári győzelmek után a Größter Feldherr aller Zeiten („Minden Idők Legnagyobb Hadura”) címmel tüntette ki Hitlert. Simulékonysága és Hitlerrel való jó viszonya miatt tiszttársai a „Lakeitel” (ném. Lakei = lakáj) gúnynévvel illették.
1940. június 22-én a compiègne-i erdőben ő írta alá a francia fegyverletételről szóló okmányt. Július 19-én a berlini Kroll Operaházban tartott ünnepségen Hitler vezértábornaggyá nevezte ki. A háború további részében alig hagyta el a Führer főhadiszállását. Két gyermekét elveszítette a Berlin elleni bombatámadások során. 1944. július 20-án Hitlerrel egy szobában tartózkodott, amikor az összeesküvők bombája felrobbant. A tudósítások szerint Keitel maga szabadította ki a csupán könnyebben megsebesült Führert a szoba romjai alól, és ő is vezette ki őt az égő épületből. 1945 tavaszára Berlinbe szorult vissza, tehetetlenül nézte végig a Wehrmacht és Németország végső haláltusáját. 
1945. május 8-án szintén ő írta alá Berlinben – Hans-Georg von Friedeburg tengernaggyal (Generaladmiral) és Hans-Jürgen Stumpff vezérezredessel (Generaloberst) együtt – az addigra már szétvert Wehrmacht fegyverletételét a Vörös Hadsereg előtt. Keitel ezután Flensburgba szökött, hogy ott az új náci kormányt felállítani próbáló Karl Dönitz főtengernagyot támogassa. Itt esett május 13-án egy brit kommandó fogságába.

## Vádlottként Nürnbergben
Hamarosan Nürnbergbe vitték, ahol több náci vezetővel együtt perbe fogták. Keitelnek bizonyított szerepe volt az európai államok elleni agresszió előkészítésében. Nevéhez fűződik hírhedt „komisszárparancs” kiadása, amelynek értelmében az elfogott politikai komisszárokra kivégzés várt. Keitelre a bíróság halálos ítéletet mondott ki 1946. október 2-án. Fellebbezését és a francia kegyelmi kérvényt (mely szerint katonaként golyó általi halált kellene halnia) elutasították. Wilhelm Keitelt 1946. október 16-án felakasztották. A nyakára a hurkot az amerikai Woods őrmester helyezte fel.

## Írásai magyarul
- Keitel vezértábornagy visszaemlékezései; szerk., előszó, tan., jegyz. Sipos Péter, ford. S. Nyirő József, Zalai Edvin; Kossuth, Bp., 1997
- Életem. Kötelességteljesítés a bukásig. Hitler vezértábornagyának és a Wehrmacht Főparancsnoksága főnökének önvallomásai; szerk. Werner Maser, ford., jegyz. Vitári Zsolt; Canissa, Nagykanizsa, 2001

## Külső hivatkozások
- Wehrmacht lexikon (németül)
- Német Történeti Múzeum (németül)
- Shoa.de:Wilhelm Keitel (németül)